# Mohîliv, Țarîceanka
Mohîliv (în ucraineană Могилів) este o comună în raionul Țarîceanka, regiunea Dnipropetrovsk, Ucraina, formată numai din satul de reședință.

## Demografie
Componența lingvistică a satului Mohîliv
     Ucraineană (94,61%)
     Rusă (5,08%)
     Alte limbi (0,09%)
Conform recensământului din 2001, majoritatea populației satului Mohîliv era vorbitoare de ucraineană (94,61%), existând în minoritate și vorbitori de rusă (5,08%).